# Estación de Oiartzun
Oiartzun es una estación ferroviaria situada en las afueras del municipio español de Oyarzun (Guipúzcoa), lejos del casco urbano, que pertenece a la empresa pública Euskal Trenbide Sarea, dependiente del Gobierno Vasco. Da servicio a la línea del metro de San Sebastián del operador Euskotren Trena, denominada popularmente el Topo.
La estación fue reconstruida y modernizada en 2011, sustituyendo la antigua estación por el nuevo apeadero sobre el viaducto, y desdoblando el trazado.

## Accesos
- Larzábal